# 金度延
金度延（：／ Kim Do Yeon，1999年12月4日—），曾譯作金度妍、金道妍。韩国女歌手。2016年參與企劃女團選拔節目《PRODUCE 101》取得第八名，以限定組合I.O.I成员身份出道。現為Fantagio娛樂旗下女團Weki Meki成員，在隊內擔任門面、領唱、領舞。

## 簡歷

### 出道前
金度延生於韓國仁川廣域市富平區，成長於江原道原州市，家中有一名哥哥和姊姊。小學就讀於平原初等學校，曾擔任全校會長。就讀原州女子中學校時擔任校內啦啦隊隊長，曾帶隊奪得全國校際比賽獎項。期間被星探選中，加入Fantagio娛樂成為練習生。高中時與磪有情轉學至首爾藝高，度延與李娜恩成為同班同學。
2015年，代表Fantagio娛樂參加Mnet製作的韓國首個「經紀公司大型企劃女團」生存實境節目《PRODUCE 101》。度延在首輪分級任務中取得「B」級，其後於〈PICE ME〉主題曲評價中，獲評為「A」級。在概念評價部份，與俞璉靜、金素慧等練習生共同表演由振永（B1A4）製作的〈At the Same Place〉，度延擔任中心位置，嬴得組別第一名。
2016年4月1日，以直播投票第八名的成績，入選成為YMC娛樂旗下期間限定女子組合I.O.I成員。

### I.O.I活動生涯

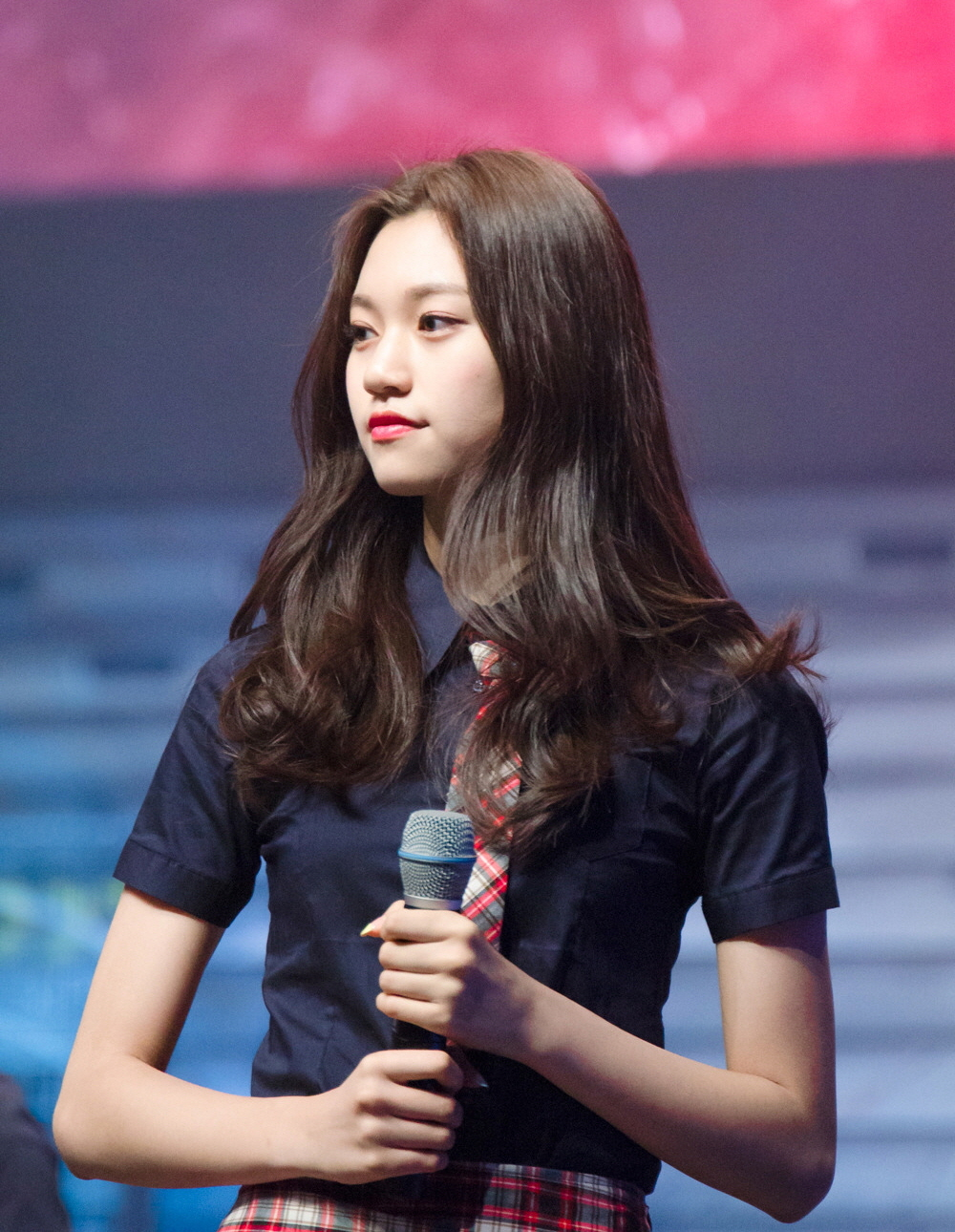
2016年5月21日 I.O.I 時期的金度延

2016年5月4日，I.O.I發行出道首張迷你專輯《Chrysalis》，主打歌為〈Dream Girls〉。8月9日，I.O.I七人小分隊發行單曲專輯《Whatta Man》，〈Whatta Man (Good man)〉音源公開。8月16日，I.O.I小分隊於《THE SHOW》上獲得一位，為度延女團生涯首個音樂節目冠軍。10月17日，發行第二張迷你專輯《Miss Me?》，主打歌為〈Very Very Very〉，這是I.O.I最後一次完全體回歸。
2017年1月17日，發行告別單曲〈DOWNPOUR〉。1月20日至22日，在出道登台的地點首爾獎忠體育館舉辦「Time Slip」I.O.I告別演唱會。1月29日，I.O.I活動期結束，組合解散。

### Weki Meki活動生涯
2017年8月8日，Weki Meki推出首張迷你專輯《WEME》，並以主打歌曲〈I Don't Like Your Girlfriend〉正式出道。
2018年2月21日，發行迷你2輯《Lucky》，主打歌曲為〈La La La〉。6月1日，與Weki Meki成員有情和宇宙少女成員雪娥、Luda組成企劃組合宇宙Meki，發行出道單曲〈STRONG〉。10月11日，發行首張單曲專輯《KISS, KICKS》，以主打歌曲〈Crush〉回歸。
2019年5月14日，發行單曲2輯《LOCK END LOL》，主打歌曲為〈Picky Picky〉。8月8日，發行單曲2輯改版專輯《WEEK END LOL》，以主打歌曲〈Tiki-Taka(99%)〉回歸。
2020年2月20日，發行數位單曲《Dazzle Dazzle》，以同名主打歌曲〈Dazzle Dazzle〉回歸。

### 個人演藝活動
2015年，曾於Fantagio娛樂旗下男團ASTRO主演的網絡漫畫連續劇《To Be Continued》內，與其他練習生一同客串參演。
2016年6月16日，為San E、Raina（After School）合作的夏日企劃單曲〈Sugar and Me〉拍攝音樂錄影帶，擔任女主角。年中，為了兼顧演藝事業，與有情一同轉學到首爾公演藝術高中，度延入讀戲劇電影科二年級。
2017年，獲美國時尚雜誌《VOGUE》選為「閃耀2017年的八個年青時尚明星」之一，並為其21周年特輯「Age of You」拍攝畫報。
1月2日，有情和度延正式與經紀公司Fantagio娛樂簽訂專屬合約。2月14日，Fantagio娛樂安排有情與度延前往美国遊学九天，向Lauren Giraldo、Francis、Jose Lopez等音樂製作人學習，訓練她們的歌唱、舞蹈能力，拓寬她們作為藝人的知識。
7月7日，作為演員出道，與Fantagio娛樂旗下藝人合作主演網絡劇《偶像權限代理》，飾演夢想成為時尚報導界名記者的高中生。12月14日，發行與LONG:D(롱디)合作的數位單曲〈All Night （页面存档备份，存于）〉音源，並擔任音樂錄影帶女主角。
2018年1月26日起，與模特兒張允珠等共同主持全新一季《Get it beauty 2018》，為介紹時下化妝、護膚、服飾流行趨勢，與觀眾進行現場交流的美妝節目。
2月12日，主演OCN月火連續劇《Short》，與姜泰伍、呂會鉉等演員合作。此劇講述滑冰界備受矚目的兩位明星選手，以及他們同時愛著，夢想著成為女團成員的女主角（度延飾）三人之間的青春故事。
8月5日，參加MBC綜藝節目《神秘音樂秀：蒙面歌王》，與先藝（Wonder Girls）共同表演了Younha的〈Password 486〉，以及太妍的〈I`m OK〉。
8月17日起，與張度妍、洪真英、Lizzy（After School）、車銀優（ASTRO）、P.O（Block B）共同主持《被拍到就死定了：超市戰爭》，是一套於超市購物同時透過相機互相追擊的新概念網絡綜藝節目。10月26日，參與SBS綜藝節目《叢林的法則》 印度洋斯里蘭卡篇。
2019年1月，為雜誌《Maria Claire》拍攝畫報作品。8月10日，客串參演JTBC金土連續劇《浪漫的體質》，飾演劇中拍攝的電視劇女主角。
2020年3月，確認與金旻奎共同主演由漫畫改編而成的網絡電視劇《漫撕男女》，劇情描述了女高中生和十幾年前的一部純情漫畫裡的男主角的浪漫愛情故事。由4月開始事前製作，以6月播出為目標。
4月18日，於昭彌專屬網絡綜藝《I AM SOMI》第四集〈MEET THE LOVES OF MY LIFE〉，獲邀與I.O.I成員請夏、璉靜重聚及分享解散後的經歷。
6月1日，成為lilybyred代言人。

## 音樂作品

### 合輯或單曲
| 發布日期       | 專輯名稱                              | 歌曲名稱              | 合作歌手             |
| 2015年12月17日 | 《PRODUCE 101 - PICK ME》             | 〈PICK ME〉           | PRODUCE 101          |
| 2016年3月19日  | 《PRODUCE 101 - 35 Girls 5 Concepts》 | 〈At the Same Place〉 | GIRLS ON TOP         |
| 2017年12月14日 | 《All Night》                         | 〈All Night〉         | LONG:D(롱디)         |
| 2018年8月5日   | 《Mask Singer 165th》                 | 〈Password 486〉      | 先藝（Wonder Girls） |
| 2018年8月5日   | 《Mask Singer 165th》                 | 〈I`m OK〉            |                      |

### 其他歌手音樂影片
| 發佈日期      | 歌手         | 歌曲名稱         |
| 2016年6月16日 | San E、Raina | 《Sugar and Me》 |

## 影視廣播作品

### 電視劇
| 年份   | 電視臺                      | 劇名                 | 角色                   | 性質 |
| 2015年 | - Naver TVcast - MBC every1 | 《To Be Continued》  | 度延                   | 客串 |
| 2017年 | - Naver TVcast - V LIVE     | 《偶像權限代理》     | 度延                   | 主角 |
| 2018年 | OCN                         | 《Short》            | 刘志娜                 | 主角 |
| 2019年 | JTBC                        | 《浪漫的體質》       | 度延                   | 客串 |
| 2020年 | MBC Dramanet                | 《漫撕男女》         | 韓仙女                 | 主角 |
| 2020年 | WeTV                        | 《不要單身要戀愛》   | 池妍書                 | 主角 |
| 2021年 | tvN                         | 《我的室友是九尾狐》 | 桂舒友                 |      |
| 2021年 | SBS                         | 《One the Woman》    | 趙妍珠／姜美娜（青年） | 客串 |
| 2021年 | tvN                         | 《智異山》           | 徐伊江（青年）         | 客串 |
| 2025年 | Heavenly                    | 《二班李熙秀》       | 崔智柔                 | 主演 |

### 電影
| 年份   | 片名                                 | 角色 | 性質 |
| 2024年 | 《18歲的青春》                       |      | 主演 |
| 待公布 | 《單細胞女孩與校園怪談：建校纪念日》 |      | 主演 |

### 固定綜藝節目
| 年份 | 放送日期         | 電視台  | 節目名稱                     | 備註             |
| 2018 | 1月26日－12月7日 | OnStyle | 《Get it beauty 2018》       | 固定主持         |
| 2018 | 8月17日-9月4日   | V LIVE  | 《被拍到就死定了：超市戰爭》 | 每週五、週日放送 |

### 專屬綜藝節目
| 年份 | 放送日期        | 頻道                      | 節目名稱                 | 合作成員     | 備註                      |
| 2017 | 3月25日－7月2日 | V LIVE                    | 《放學後的秘密基地》     | i-Teen Girls | Weki Meki出道前的每日直播 |
| 2017 | 4月7日－5月19日 | KCON TV                   | 《DODAEN'S Diary in LA》 | 有情         | 和有情的美國行記錄        |
| 2017 | 9月5日－        | V LIVE、YouTube           | 《KiKiCAM》              | Weki Meki    | 不定期放送                |
| 2018 | 2月1日－4月1日  | Naver TV、V LIVE、YouTube | 《Weki Meki，干嘛呢？》  | Weki Meki    | 每日放送，共60集          |

### 節目主持
| 年份 | 日期          | 電視台  | 節目名稱              | 備注     |
| 2017 | 5月5日        | Mnet    | PRODUCE 101 (第二季)  | 特别主持 |
| 2017 | 8月10日       | Mnet    | M! Countdown          | 特别主持 |
| 2017 | 9月19日、26日 | SBS MTV | THE SHOW              | 特别主持 |
| 2018 | 2月27日       | MTV     | The Show Radio        | 與秀娟   |
| 2018 | 3月8日        | Mnet    | M!Countdown           |          |
| 2018 | 5月5日        | MBC     | New Life For Children | 與有情   |
| 2018 | 9月1日        | KBS Joy | 仁川K-POP演唱會       |          |
| 2018 | 10月18日      | Mnet    | M!Countdown           |          |

### 活動主持
| 年份 | 日期    | 機構   | 節目名稱                                | 備注   |
| 2017 | 7月8日  | KB銀行 | KB 리브(Liiv) & 락스타 콘서트 (concert) | 與有情 |
| 2017 | 8月1日  |        | Korea Music Festival                    |        |
| 2018 | 8月4日  | KB銀行 | KB 리브(Liiv) & 락스타 콘서트 (concert) | 與有情 |
| 2018 | 9月14日 |        | Fever Festival 2018                     | 與有情 |